# François Abgrall
Pour les articles homonymes, voir François Abgrall (homme politique) et Abgrall.
François Abgrall (François Louis, à l'état-civil) est un écrivain, journaliste et poète français, écrivant en français et en breton, né en Bretagne à Botmeur en 1906 et mort de tuberculose en 1930. Il a décrit les lieux de sa courte existence, les Monts d'Arrée et le marais du Yeun Elez, ainsi que la vie paysanne du début du XXe siècle. Son prénom apparaît parfois sous la forme bretonne, Fañch, et, après son admission dans la confrérie des druides et bardes de Bretagne, il a pris comme nom de plume, Alc'houeder Arre (Alouette de l'Arrée). 

## Biographie
François (Fañch) Abgrall naît le 24 mai 1906 dans une chaumière du village du Kreisker, dans la commune de Botmeur, en plein cœur des Monts d'Arrée. Ses parents, Olivier Abgrall, originaire de Saint-Sauveur dans le Léon, et Marie-Josèphe Bothorel, originaire de Botmeur, étaient très pauvres : le père, journalier agricole, louait ses bras de ferme en ferme jusqu’à Roscoff et la mère tenait une petite échoppe de légumes.
À l’école communale de Botmeur, l’instituteur, M. Quéinnec, qui remarque « sa vive intelligence » et son intérêt pour les études, convainc ses parents de demander une bourse, afin d'étudier comme interne au collège de Kernéguès, à Morlaix, en 1919. Petit paysan mal à l’aise au milieu des garçons de la ville, il s’y montre studieux, plus littéraire que scientifique, taciturne et se mêlant peu à ses condisciples. Ce repli sur lui-même a pu favoriser l’éclosion de l'écrivain.

Atteint de tuberculose pulmonaire en 1923, il abandonne, en 1925, la classe de première et se fait soigner au Huelgoat. Il décrit dans Et moi aussi, j’ai eu vingt ans ! la thérapeutique alors proposée aux tuberculeux, la collapsothérapie, injection d'un produit huileux entre les lèvres de la plèvre, détachant ainsi le poumon des côtes.
Ses parents s’étant séparés (après que son père fut revenu indemne de la Grande Guerre) et sa mère ayant dû aller travailler à Paris comme domestique pour gagner leur vie, il vit désormais chez sa « mamm-goz » (grand-mère), dans une autre maison du  hameau du Kreisker, où elle le soigne jusqu’à sa mort qui survient le 12 mars 1930 : il a alors 23 ans.
Malgré la brièveté de son existence, il a pu accéder à une petite notoriété littéraire, tant en langue française que bretonne. Il écrit des poèmes et nouvelles pour des hebdomadaires (« Le Pays breton ») et des quotidiens (« la Dépêche de Brest et de l’Ouest », « Ouest-Éclair »). Il est vite remarqué par Auguste Dupouy, romancier connu et chroniqueur à « La Dépêche ».

## Œuvre littéraire

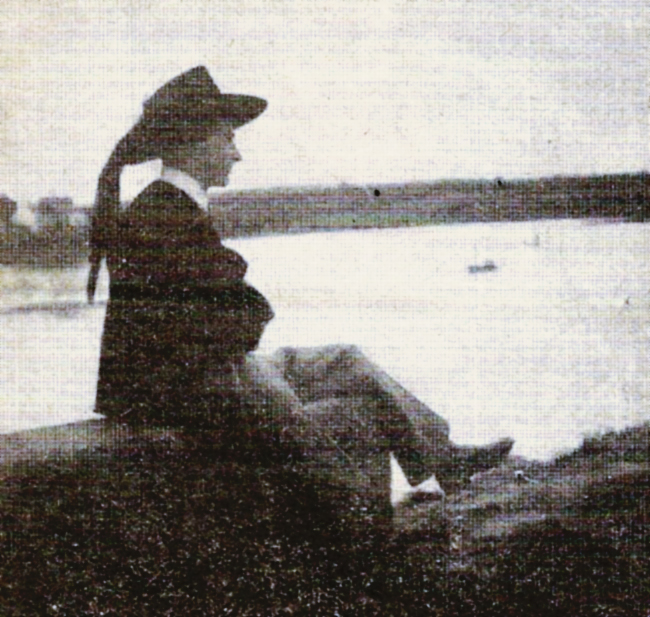
Fanch Abgrall rêveur au bord du lac du Huelgoat

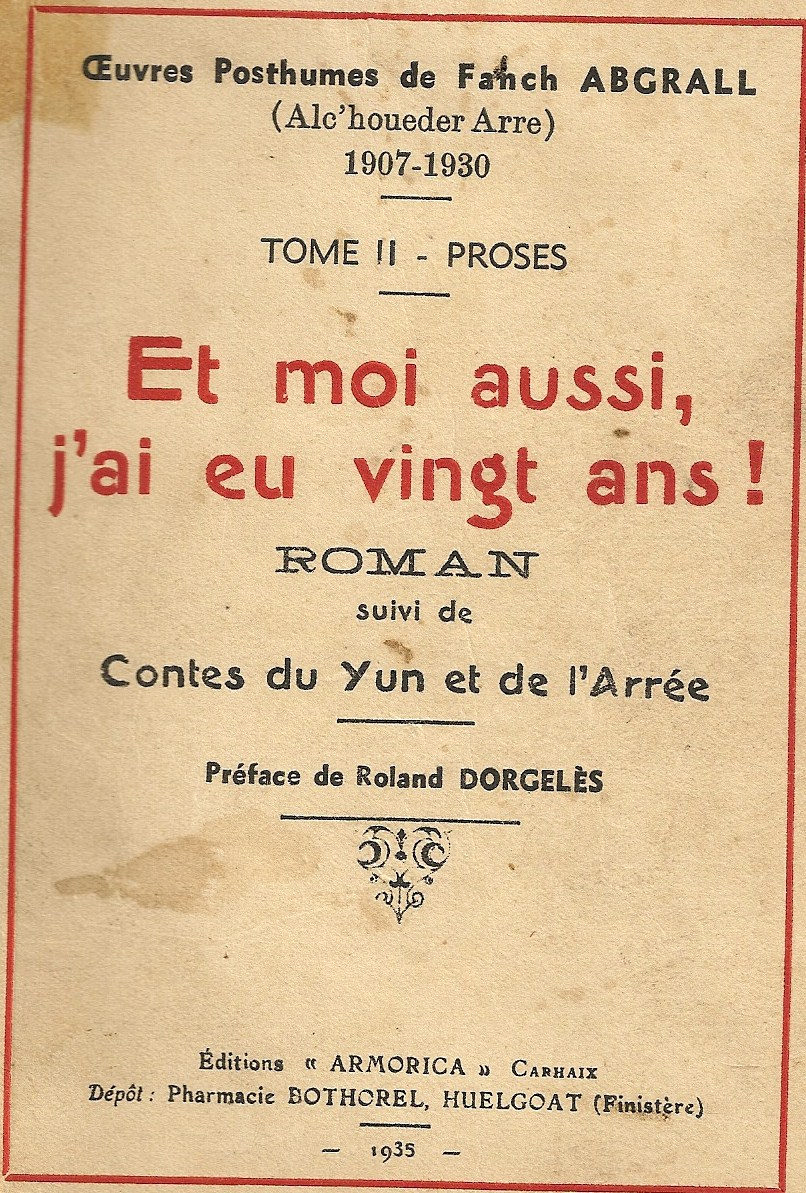
Page de couverture de l'édition originale de "Et moi aussi, j'ai eu vingt ans!

Son œuvre en langue française est constituée principalement de trois récits de fiction : Alan Kerven, préfacé par Roland Dorgelès, roman de mœurs paysannes, dans lequel il décrit la vie rude des paysans de l’Arrée au début du XXe siècle ; Et moi aussi, j’ai eu vingt ans ! où il narre ses émois d’adolescent et ses états d’âme face la maladie qui le frappe et un livre posthume (1935), Contes du Yun et de l’Arrée où sont réunis des contes humoristiques, l'inspiration étant puisée dans les récits entendus lors des veillées au coin du feu de son enfance, avec l'évocation, entre autres, de Karigell an Ankou (La petite charette de la Mort) et des Kernandonet (variété de Korrigans) qui dansent la nuit dans la lande. Parmi ces contes : Len-ar-youdic, Le Pelgent de Iann Vraz, Riwall le Sonneur.
Luc’hed ha moged (« Eclairs et fumées ») est un recueil de poèmes en breton ou en français. Il y fait preuve d’une grande sensibilité, décrivant les paysages austères de la Montagne d’Arrée, en particulier du marais du Yeun Elez, montrant une grande piété filiale à l’égard de sa mère adorée en exil à Paris (D’it, va mamm, À toi, ma mère), exprimant d’abord sa colère, puis, sa résignation et sa tristesse face à la maladie qui le frappe et l’empêche de rêver de tendresse amoureuse (Karentez ; D’heur plac’hig koant ; Amours de bergers) où il conte les amours enfantines de Loeizik et Marc’haridig, montrant aussi une fibre sociale (le cordonnier boiteux de Idylle (« Va c’hoant ar c’here kamm »), l’enfant de chœur du « Mystère de la Trinité »)

## Néodruidisme et idées politiques

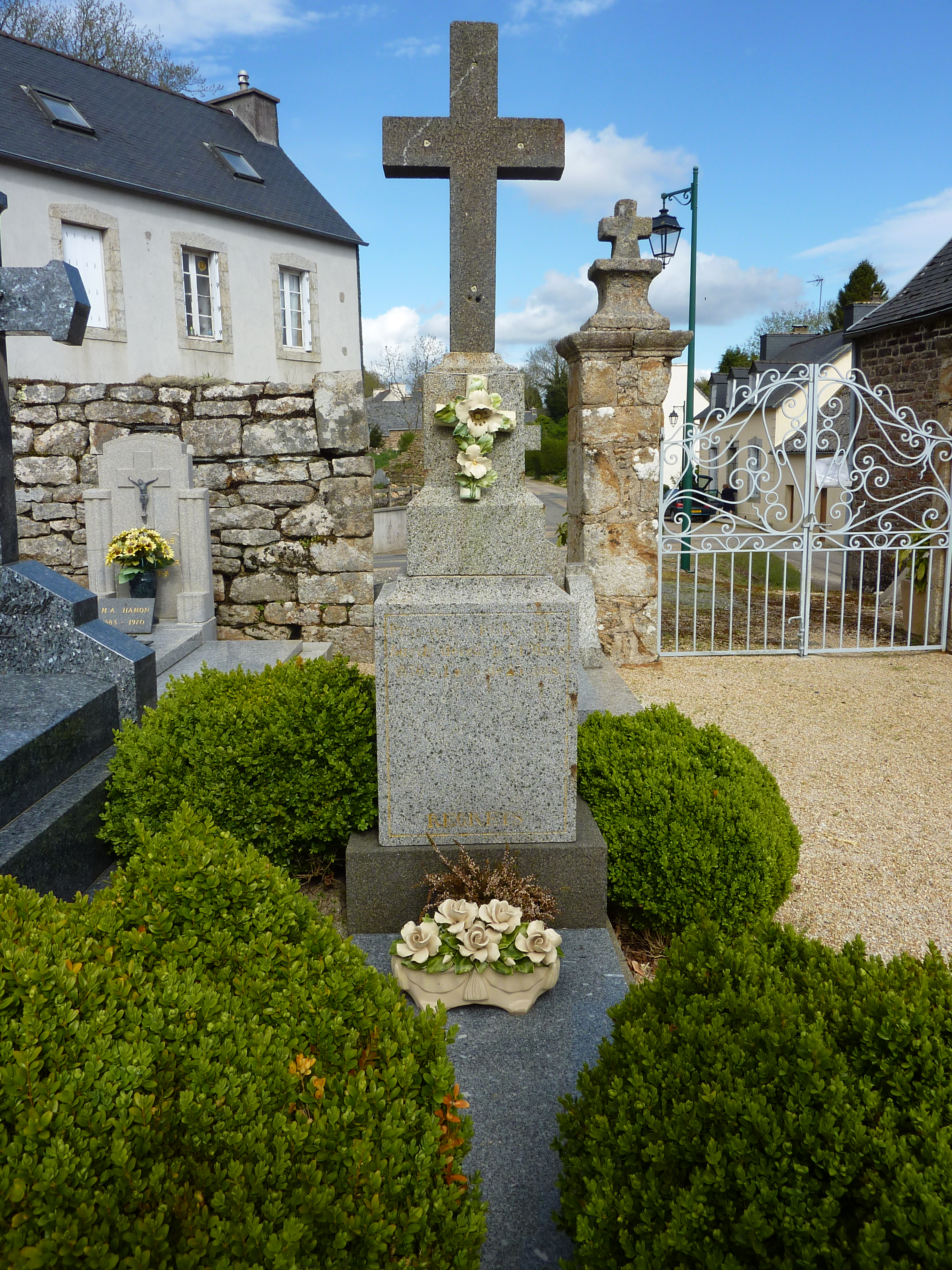
La tombe de Fanch Abgrall et les quatre buis l'entourant, symboles des bardes

Il fréquente le milieu régionaliste, participant aux réunions annuelles du Gorsedd de Bretagne et se liant avec de nombreux néodruides et bardes, tels Gildas Jaffrennou et le père de celui-ci, Taldir, responsable effectif du Gorsedd.  Il est intronisé  comme barde en septembre 1928, sous le nom bardique d’« Alc’houeder Arre » (« l’Alouette de l’Arrée »), étant alors le plus jeune membre de la confrérie). Il s'intéresse au régionalisme, voire à l’autonomie de la Bretagne (« Douar Arvor », dédié à Taldir, est un véritable hymne à la gloire de la Bretagne) et au « socialisme », critiquant l’Église catholique, mais croyant en un Dieu plus celtique que chrétien.

## Postérité
Sa tombe, encadrée de quatre buis,  est toujours visible dans le cimetière de Botmeur et son nom a été donné à la salle municipale de la commune.

## Œuvres

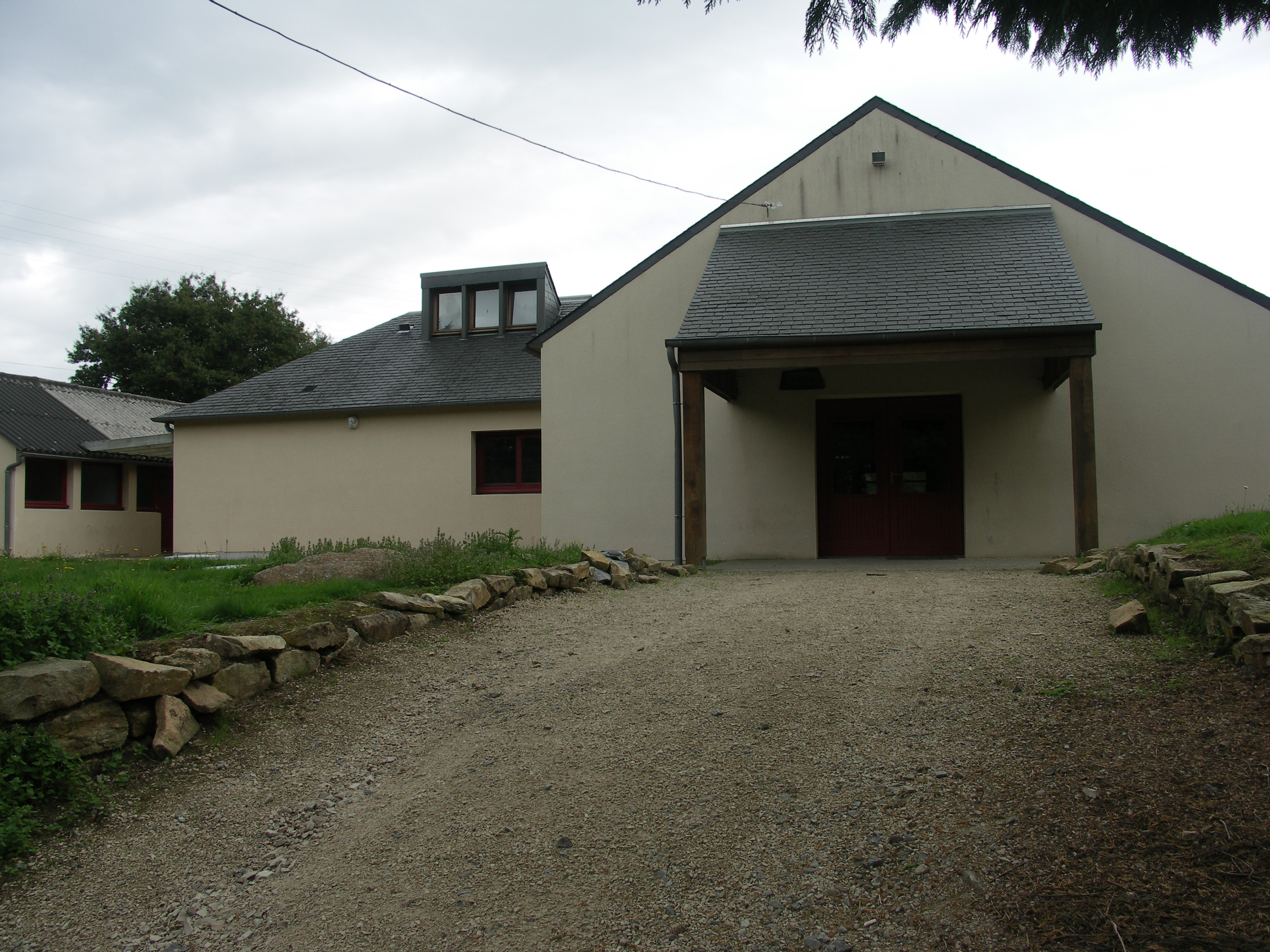
La salle communale "Fanch Abgrall" à Botmeur

- Alan Kerven, Édition bretonne, Saint-Brieuc, 1930
- Luc’hed ar Moged (« Eclairs et fumées »), Éditions Armorica, Carhaix, 1935
- Et moi aussi, j’ai eu vingt ans, Éditions Armorica, Carhaix, 1935 (suivi de « Contes du Yun et de l’Arrée »)

Ses œuvres complètes ont été éditées sous le titre « Et moi aussi, j’ai eu vingt ans ! Et autres œuvres », Éditions Terre de brume, 2000, Rennes.